# Die Nacht im Grenzwald
Die Nacht im Grenzwald ist ein deutscher Kinderfilm der DEFA von Kurt Barthel aus dem Jahr 1968. Der Film aus der DDR beruht auf der gleichnamigen Erzählung von Peter Kast.

## Handlung
Eine Kleinstadt unweit der tschechoslowakischen Grenze 1936: Innerhalb der NS-Jugendgruppen und in den Schulen wird offen gegen die Feinde, darunter die Kommunisten, gehetzt. Auch der junge Fritz Brüggemann wird nun ausgegrenzt, ist seine Mutter doch im Zuchthaus und sein Vater als bekennender Kommunist untergetaucht. Die Schüler planen, das Versteck des Vaters aus Brüggemann herauszuprügeln, doch schreitet Albert Klose ein. Er sympathisiert mit Fritz, sähe sich gern als Kämpfer an der Seite der Kommunisten und träumt davon, in Spanien gegen die Nazis zu kämpfen. Sein Vater, der früher aktiv in der SPD war, hält sich scheinbar aus allem heraus und gibt auch vor seinem Sohn vor, nicht mehr aktiv zu sein. Albert sieht seinen Vater als Feigling an und will selbst aktiv werden. Das lässt ihn unvorsichtig werden, zumal er nicht weiß, dass sein Vater im Untergrund arbeitet und auf der schwarzen Liste der Nazis steht. Fritz verabschiedet sich unterdessen von seinem Vater, der heimlich über die tschechoslowakische Grenze zu den Genossen flieht.
Während eines Jugendkampfs stiehlt Albert dem „feindlichen“ Jungentrupp die NS-Fahne, trennt das Hakenkreuz-Emblem ab und hisst die nun rote Fahne auf dem Rathaus. In der Folge werden sämtliche Kommunisten und Sozialisten des Ortes verhört und zum Teil inhaftiert. Alberts Vater kann nur durch ein Alibi der Verhaftung entkommen. Als er jedoch einen chiffrierten Brief von Brüggemann erhält, ist er sofort verdächtig. Er wird zusammen mit seiner Frau inhaftiert, auch wenn Frau Klose den gerade aus der Haft entlassenen Kommunisten Toni Gleiser der Konspiration beschuldigt. Albert hört dies und alarmiert Fritz, der nun Toni Gleiser warnt. Der flüchtet mit ihm und Albert in den Grenzwald. Hier verstecken sie sich in einer schwer erreichbaren Höhle. Der Grenzwald wird von den Einheiten des Nazis Benningsen umstellt. Dennoch gelingt es Toni, Fritz und Albert, über einen Felsen die Grenze zu überschreiten. Dort wartet bereits Fritz’ Vater und schließt seinen Sohn in die Arme.

## Produktion
Kurt Barthel hatte ab Juli 1965 seinen ersten Spielfilm Fräulein Schmetterling gedreht. Die Dreharbeiten wurden zwar im Dezember 1965 beendet, der Rohschnitt jedoch nicht abgenommen und eine weitere Arbeit am Film unterbunden. Fräulein Schmetterling kam nicht zur Aufführung. Barthel wandte sich 1967 seinem zweiten Film Die Nacht im Grenzwald zu, der 1968 fertiggestellt war. Der Film erlebte am 16. Juni 1968 im Berliner Kosmos seine Premiere und wurde das offizielle Regiedebüt Barthels. Aufgrund der überwiegend negativen Kritik wechselte Barthel schließlich 1970 in das DEFA-Dokumentarfilmstudio.
Der Darsteller des Toni Gleiser, Jiří Vrštála, war den Zuschauern der DDR vorher vor allem in seiner Rolle als Clown Ferdinand bekannt.

## Kritik
Die zeitgenössische Kritik der DDR meinte zwar, dass der Film spannend sei, bezeichnete ihn jedoch als „unbefriedigend. Die Dialoge wirken schwerfällig, gezwungen, manche Passagen […] gelangen nicht ganz glaubwürdig.“ Kritisiert wurde zudem die nicht immer verständliche Handlung und das gekünstelte Spiel der Kinderdarsteller.
Für das Lexikon des internationalen Films war Die Nacht im Grenzwald ein „solide inszenierter Versuch, mit den Mitteln eines Kinderfilms zur Auseinandersetzung mit dem Nationalsozialismus beizutragen und Zivilcourage zu thematisieren.“